# Alexander Brailowsky
Alexander Brailowsky (n. 16 februarie 1896, Kiev, Imperiul Rus – d. 25 aprilie 1976, New York City, New York, SUA) a fost un pianist ruso-francez (polonez de origine după unii), mare interpret al muzicii lui Frédéric Chopin, câștigându-și renumele între cele două războaie mondiale. Brailowsky a fost primul pianist din istorie care a cântat integral muzica pentru pian de Frédéric Chopin într-un ciclu de recitale.